# Villacomparada
Villacomparada es una entidad de población española del municipio de Medina de Pomar, perteneciente a la provincia de Burgos, en la comunidad autónoma de Castilla y León. En 2023, la entidad singular de población tenía empadronados 57 habitantes y el núcleo de población, los mismos.